# Мейер, Карл Христианович
Карл Христианович фон Мейер (1786—1859) — генерал-майор, герой Отечественной войны 1812 года и Заграничных походов 1813 и 1814 годов.
Родился в 1786 году. 25 декабря 1800 года поступил в 1-й кадетский корпус, 15 ноября 1802 года получил чин унтер-офицера и выпущен 28 августа 1804 года корнетом с определением в Уланский Его Императорского Высочества полк.
В 1805 году фон Мейер принял участие в походе в Австрию, где в сражении с французами при Аустерлице был опасно ранен пулей в руку. Находился на излечении в Кракове до конца 1806 года, 5 октября 1806 года произведён в поручики.
Явившись в полк фон Мейер с 9 марта 1807 года находился в походе в Восточную Пруссию, сражался с французами при Гуттштадте, Гейльсберге и Фридланде. За отличие в последнем сражении он 20 мая 1808 года был награждён золотой саблей с надписью «За храбрость». 12 декабря 1810 года произведён в штабс-ротмистры.
При вторжении Наполеона в Россию фон Мейер находился в 1-й армии и принимал участие во многих сражениях: 13 и 16 июня под Вильно, 12 июля при Бабиновичах, 19 июля под Витебском, 4 и 6 августа под Смоленском.
После соединения армий Барклая де Толли и Багратиона он был в делах при Колоцком монастыре и в генеральном сражении у Бородино. При отступлении к Москве фон Мейер находился в арьергарде и сражался при реке Чернишне, при мызе Красной Пахре, при селе Воронове. За отличие в Тарутинском бою он был награждён орденом св. Владимира 4-й степени с бантом.
При переходе русской армии в контрнаступление Карл фон Мейер отличился в уличных боях в городе Малоярославце и затем участвовал в боях под Вязьмой, при Красном, причём в последнем бою был ранен пулею в левую пятку, за что награждён орденом св. Анны 2-й степеии и вторично получил орден св. Владимира 4-й степени.
По излечении раны с 1 января 1813 года по 14 февраля преследовал французов до границ герцогства Варшавского, 20 февраля 1813 года произведён в ротмистры, с апреля находился в Пруссии и участвовал в сражениях под Люценом, при Вальдгейме, при Бауцене; затем перешёл в Саксонию, где был в деле под Дрезденом. В Богемии он находился в Кульмском бою, где истреблены были до основания на левом фланге сильные неприятельские колонны, за что был награждён алмазными знаками к ордену св. Анны 2-й степени и особым прусским Знаком отличия Железного креста.
Перейдя снова в Саксонию Карл Христиан был в генеральном сражении при Лейпциге и при преследовании неприятеля до Франкфурта-на Майне, а потом перешёл в Швейцарию до Рейна в Базель.
В кампании 1814 года во Франции фон Мейер сражался под Бриенном, при Монмирале, Сомпюи, где полком во время атаки на арьергард маршала Макдональда взято 20 орудий и до 400 человек в плен, при Фер-Шампенуазе, где полк в атаке на французскую кавалерию нанёс неприятелю совершенное поражение; в этом сражении Карл Христиан получил сильную контузию в левое плечо пулею. За это дело он в тот же день, 13 марта 1814 года, награждён орденом св. Георгия 4-й степени (№ 2871 по кавалерскому списку Григоровича — Степанова) и прусским орденом «Пур ле мерит». Завершил фон Мейер свою боевую деятельность во Франции участием во взятии Парижа, а оттуда до излечения ран уволен был в отпуск в Россию.
17 августа 1817 года произведён в полковники.
Раны, полученные фон Мейером во время войн против Наполеона, не позволяли ему далее служить в строю и 10 ноября 1819 года он вышел в отставку. В отставке он пробыл менее двух лет и 10 августа 1821 года был назначен командиром Волынского уланского полка, во главе которого находился до 14 сентября 1826 года. За отличие по службе произведен в генерал-майоры (22.08.1826).
В августе 1852 года генерал-майор Карл Крестьянов фон Мейер был внесён во вторую часть дворянской родословной книги. Был утверждён Герб для Христиана Генриховича и его детей и потомков.

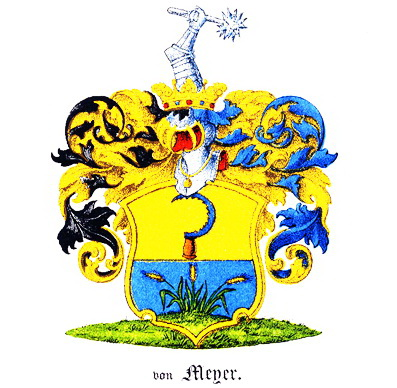
герб Мейеров

В архиве г. Пскова удалось найти описание герба дворян фон Мейеров: «На поперёк разделённом щите в верхней половине находится стоячий, обращённый направо, зубастый серп, с деревянной ручкой. В нижней синей половине являются три из зелёной воды поднимающиеся золотые колоса. На щите лежит турнирский, открытый на правую сторону обращённый шлем синеватого цвета с красной подкладною золотою короною и висящим покрывалом. Одно с правой стороны чёрного цвета с золотом, а другое с левой стороны синего цвета с золотом. Из этого, украшенного драгоценными камнями шлема, выходит обращённая на правую сторону вооружённая рука, которая держит шестиугольный приклад».
В декабре 1860 г. по Указу Его Императорского Величества Карл Христианович и его супруга Амалия фон Абт с детьми записаны в 6 часть Псковской дворянской родословной книги.
Необычна судьба некоторых потомков Карла Христиановича. Его внук Константин не принял революцию и ушёл в Белую армию. Его жена безуспешно пыталась найти супруга и также вскоре умерла. Оставшиеся сиротами две дочери — Ольга и Галина попали в детский дом к А. С. Макаренко. Младшая - Ольга, в замужестве Паскаль, старшая - Галина, в «Педагогической поэме» названа Черниговкой. Известно, что она позже вышла замуж за одного из наиболее известных воспитанников, а затем сподвижников и продолжателей дела А. С. Макаренко С. А. Калабалина. До конца дней сестры принимали самое деятельное участие в воспитании подрастающего поколения по макаренковским подходам.